# Copa Mundial de Béisbol de 2011
La Copa Mundial de Béisbol 2011 fue la XIX versión del torneo organizado por la Federación Internacional de Béisbol (IBAF), que se llevó a cabo del 1 de octubre al 15 de octubre del 2011. La organización del evento fue otorgada a Panamá, mientras que las candidaturas de China Taipéi y Venezuela fueron rechazadas.
Fuentes internacionales aseguran que podría ser el último campeonato mundial, pues la IBAF se unirá junto a las Grandes Ligas de Béisbol para desarrollar más el Clásico Mundial de Béisbol el cual aumentará de 16 a 32 países su siguiente torneo en el 2013 con una eliminatoria en 2012.
Los 16 equipos participantes se dividen en dos grupos. El Estadio Nacional de Panamá (Rod Carew) de la Ciudad de Panamá será la sede principal del evento para las fases finales del torneo, y junto al Estadio Remón Cantera de Aguadulce serán las sedes del Grupo A, mientras que las ciudades de Chitré con el Estadio Rico Cedeño y Santiago de Veraguas con el estadio Omar Torrijos Herrera serán sedes del grupo B. La primera fase se jugará del 1 al 9 de octubre. Los precios en el Rod Carew será de $5, $3 y $2 USD (Butacas, Preferencial y General). En el Rico Cedeño tendrá precio único de $3 USD y los otros 2 estadios $4, $3 y $2 USD.
En este certamen, la selección de Países Bajos se adjudicó el título, al vencer a la selección cubana. Curt Smith, de Países Bajos, fue elegido como Jugador Más Valioso. Es el primer título neerlandés en esta competencia.

## Estadios

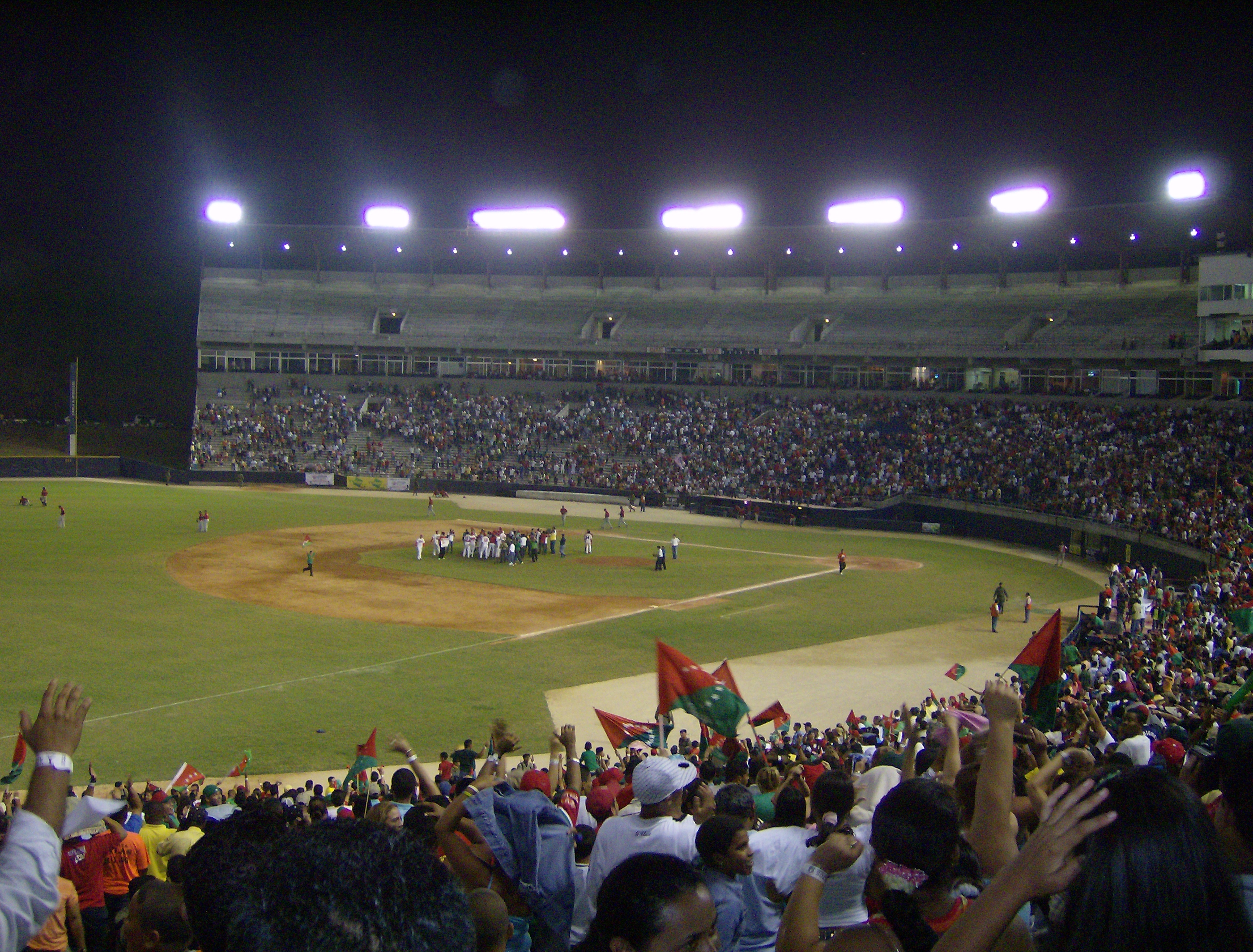
El Estadio Nacional Rod Carew es la mayor atracción del torneo pues será la sede del país anfitrión, y se jugara la etapa final de torneo y es el estadio de mayor capacidad.

Todos los estadios a utilizarse en el Mundial han sido mejorados, por exigencias de la IBAF y MLB, donde los estadios deben poder recibir béisbol profesional; esas mejoras son en dugouts, clubhouses, drenajes, asientos, tableros, torres de luces, cuadro interior de arcilla y no arenilla, además grama totalmente sembra en el Distrito de Dolega que se pondrá en forma de cinta de 2 m de ancho por 20 m de largo el cual es una ventaja pues se instala más rápido y dura más al no ser pequeños pedazos de 4x4 o 2x2. La Asamblea Nacional de Diputados de Panamá aprobó la suma de 5.6 millones para los estadios. Todos los estadios están listos el 15 de septiembre, 2 semanas antes del torneo, donde la prensa anunció que Panamá quiere hacer un cuadrangular de preparación en los estadios.
Estadio Nacional de Panamá o El Rod Carew
Este estadio se encuentra en ciudad de Panamá específicamente en Cerro Patacón además dispone una capacidad de más 27.000 aficionados se le conoce como "El Coloso de Cerro Patacón". En el 2005 se le nombra Estadio Nacional de Panamá Rod Carew para hacer honor a un reconocido beisbolista Panameño que jugó muchos años en la MLB este estadio era sede alterna del equipo de béisbol capitalino además se han realizado muchos eventos culturales, conciertos y a beneficio de instituciones de Panamá.
Estadio Rico Cedeño
El estadio inaugurado el 12 de abril de 1949 en la ciudad de Chitré provincia de Herrera fue demolido por completo el 15 de abril de 2008 para la construcción del nuevo y actual estadio en el mismo terreno, cuenta con una capacidad de 5000. La reinauguración se realizó el 18 de febrero de 2010 con la Inauguración del Torneo Nacional de Béisbol Mayor de Panamá (Liga de Béisbol de Panamá) edición # 65. El estadio se encuentra a 252.1 km de la Ciudad de Panamá.
Estadio Omar Torrijos Herrera
Ubicado en la Ciudad de Santiago, Veraguas, es sede del equipo Los Indios de Veraguas y tiene una capacidad de 7000 aficionados. Este estadio cuenta con 200 estacionamientos, grama bermuda, cuadro interior de arcilla, 2 niveles de graderías, palcos prensa & VIP, pantalla gigante tipo LED, tablero electrónico, cuarto de árbitros, salón de conferencias, áreas de locales comerciales para expendio de alimentos y bebidas. El estadio se encuentra a 252.7 km de la Ciudad de Panamá.
Estadio José Antonio Remón Cantera
El estadio que lleva el nombre del expresidente José Antonio Remón Cantera fue inaugurado en 1954 y está ubicado en Aguadulce, Coclé. Es el estadio que más transformaciones ha sufrido ya que es el más antiguo de los 4. Se le construyó nuevos clubhouses, además de nuevos dugouts y se colocó asientos sobre el suelo de cemento, y todavía no se sabe cuánto es la capacidad del mismo que podrá ser de 2000 aficionados aproximadamente; con respecto al terreno se levantó por completo para construirle un drenaje completamente nuevo y grama calificada por MLB además de arcilla en el cuadro interior y colchonetas en las bardas del estadio pues tenía una cerca de ciclón. El estadio se encuentra a 193.1 km de la Ciudad de Panamá.

## Equipos
| Primera ronda  | Primera ronda                                        | Primera ronda        | Primera ronda                                        |
| Grupo A        | Grupo A                                              | Grupo B              | Grupo B                                              |
| -------------- | ---------------------------------------------------- | -------------------- | ---------------------------------------------------- |
| Canadá         | 6° lugar, Torneo Clasificatorio Panamericano de 2010 | Australia            | Clasificado de Oceanía                               |
| China Taipéi   | Clasificado de Asia                                  | Cuba                 | Torneo Clasificatorio Panamericano de 2010           |
| Grecia         | 4° lugar, Campeonato Europeo de 2010                 | República Dominicana | Torneo Clasificatorio Panamericano de 2010           |
| Japón          | Clasificado de Asia                                  | Alemania             | Campeonato Europeo de 2010                           |
| Países Bajos   | Campeonato Europeo de 2010                           | Italia               | Campeonato Europeo de 2010                           |
| Panamá         | País sede                                            | Nicaragua            | 8° lugar, Torneo Clasificatorio Panamericano de 2010 |
| Puerto Rico    | 7° lugar, Torneo Clasificatorio Panamericano de 2010 | Corea del Sur        | Clasificado de Asia                                  |
| Estados Unidos | Torneo Clasificatorio Panamericano de 2010           | Venezuela            | Torneo Clasificatorio Panamericano de 2010           |

## Primera ronda
Los horarios corresponden a la hora de Panamá (UTC-5).
| Leyenda                   |
| ------------------------- |
| Avanza a la segunda ronda |
| Eliminado                 |

### Grupo A

#### Estadísticas
| Equipos        | Ganados | Perdidos | Pct. | GB | Carreras anotadas | Carreras permitidas |
| -------------- | ------- | -------- | ---- | -- | ----------------- | ------------------- |
| Canadá         | 6       | 1        | .857 | —  | 42                | 21                  |
| Países Bajos   | 6       | 1        | .857 | —  | 49                | 16                  |
| Panamá         | 5       | 2        | .714 | 1  | 47                | 30                  |
| Estados Unidos | 4       | 3        | .571 | 2  | 40                | 25                  |
| Puerto Rico    | 3       | 4        | .429 | 3  | 28                | 26                  |
| Japón          | 2       | 5        | .286 | 4  | 20                | 32                  |
| China Taipéi   | 2       | 5        | .286 | 4  | 29                | 39                  |
| Grecia         | 0       | 7        | .000 | 6  | 10                | 76                  |

#### Calendario y resultados
| Equipo | 1 | 2 | 3 | 4 | 5 | 6 | 7 | 8 | 9 | C | H  | E |
| ------ | - | - | - | - | - | - | - | - | - | - | -- | - |
| GRE    | 0 | 3 | 0 | 0 | 0 | 0 | 0 | 0 | 0 | 3 | 7  | 2 |
| PAN    | 0 | 3 | 0 | 0 | 0 | 4 | 1 | 0 | X | 8 | 13 | 2 |

| Equipo | 1 | 2 | 3 | 4 | 5 | 6 | 7 | 8 | 9 | C | H  | E |
| ------ | - | - | - | - | - | - | - | - | - | - | -- | - |
| CAN    | 0 | 3 | 0 | 0 | 0 | 0 | 5 | 0 | 0 | 9 | 11 | 0 |
| PUR    | 0 | 0 | 0 | 0 | 0 | 0 | 1 | 0 | 0 | 1 | 6  | 1 |

| Equipo | 1 | 2 | 3 | 4 | 5 | 6 | 7 | 8 | 9 | C | H | E |
| ------ | - | - | - | - | - | - | - | - | - | - | - | - |
| TWN    | 0 | 0 | 0 | 1 | 0 | 0 | 0 | 0 | 0 | 1 | 4 | 0 |
| NED    | 0 | 2 | 0 | 0 | 0 | 0 | 0 | 0 | x | 2 | 5 | 0 |

| Equipo | 1 | 2 | 3 | 4 | 5 | 6 | 7 | 8 | 9 | C | H | E |
| ------ | - | - | - | - | - | - | - | - | - | - | - | - |
| JPN    | 0 | 0 | 0 | 0 | 0 | 1 | 0 | 0 | 0 | 1 | 5 | 0 |
| CAN    | 1 | 0 | 0 | 2 | 0 | 0 | 0 | 0 | x | 3 | 6 | 2 |

| Equipo | 1 | 2 | 3 | 4 | 5 | C  | H  | E |
| ------ | - | - | - | - | - | -- | -- | - |
| GRE    | 0 | 0 | 0 | 0 | 0 | 0  | 4  | 4 |
| NED    | 0 | 8 | 9 | 2 | x | 19 | 14 | 0 |

| Equipo | 1 | 2 | 3 | 4 | 5 | 6 | 7 | 8 | 9 | 10 | C | H | E |
| ------ | - | - | - | - | - | - | - | - | - | -- | - | - | - |
| PUR    | 3 | 0 | 0 | 0 | 0 | 0 | 0 | 0 | 1 | 4  | 8 | 9 | 0 |
| USA    | 0 | 0 | 0 | 0 | 0 | 2 | 0 | 0 | 2 | 0  | 4 | 8 | 1 |

| Equipo | 1 | 2 | 3 | 4 | 5 | 6 | 7 | 8 | 9 | C  | H  | E |
| ------ | - | - | - | - | - | - | - | - | - | -- | -- | - |
| PAN    | 4 | 0 | 3 | 0 | 4 | 3 | 0 | 0 | 0 | 14 | 18 | 1 |
| TWN    | 1 | 0 | 0 | 1 | 2 | 1 | 3 | 0 | 0 | 8  | 14 | 2 |

| Equipo | 1 | 2 | 3 | 4 | 5 | 6 | 7 | 8 | 9 | C | H | E |
| ------ | - | - | - | - | - | - | - | - | - | - | - | - |
| NED    | 0 | 0 | 0 | 4 | 0 | 0 | 0 | 0 | 1 | 5 | 6 | 0 |
| JPN    | 0 | 0 | 1 | 0 | 0 | 0 | 1 | 0 | 0 | 2 | 8 | 3 |

| Equipo | 1 | 2 | 3 | 4 | 5 | 6 | 7 | 8 | 9 | C  | H  | E |
| ------ | - | - | - | - | - | - | - | - | - | -- | -- | - |
| CAN    | 0 | 1 | 3 | 0 | 4 | 3 | 0 | 0 | 1 | 12 | 14 | 0 |
| GRE    | 0 | 0 | 0 | 2 | 0 | 0 | 0 | 0 | 0 | 2  | 6  | 3 |

| Equipo | 1 | 2 | 3 | 4 | 5 | 6 | 7 | 8 | 9 | C | H | E |
| ------ | - | - | - | - | - | - | - | - | - | - | - | - |
| PUR    | 0 | 0 | 0 | 0 | 0 | 1 | 0 | 1 | 0 | 2 | 5 | 0 |
| PAN    | 2 | 0 | 2 | 0 | 0 | 0 | 0 | 0 | x | 4 | 8 | 1 |

| Equipo | 1 | 2 | 3 | 4 | 5 | 6 | 7 | C  | H  | E |
| ------ | - | - | - | - | - | - | - | -- | -- | - |
| USA    | 0 | 0 | 1 | 7 | 2 | 4 | 1 | 15 | 12 | 0 |
| TWN    | 0 | 0 | 1 | 0 | 0 | 0 | 0 | 1  | 6  | 3 |

| Equipo | 1 | 2 | 3 | 4 | 5 | 6 | 7 | 8 | 9 | C | H  | E |
| ------ | - | - | - | - | - | - | - | - | - | - | -- | - |
| USA    | 0 | 2 | 0 | 0 | 2 | 1 | 1 | 1 | 0 | 7 | 14 | 0 |
| JPN    | 0 | 0 | 0 | 2 | 1 | 0 | 0 | 0 | 0 | 3 | 7  | 0 |

| Equipo | 1 | 2 | 3 | 4 | 5 | 6 | 7 | 8 | 9 | C | H  | E |
| ------ | - | - | - | - | - | - | - | - | - | - | -- | - |
| PUR    | 0 | 0 | 0 | 0 | 0 | 0 | 0 | 0 | 0 | 0 | 5  | 1 |
| NED    | 1 | 0 | 0 | 1 | 0 | 2 | 1 | 0 | x | 5 | 10 | 0 |

| Equipo | 1 | 2 | 3 | 4 | 5 | 6 | 7 | 8 | 9 | C | H | E |
| ------ | - | - | - | - | - | - | - | - | - | - | - | - |
| GRE    | 0 | 0 | 0 | 0 | 0 | 0 | 0 | 0 | 0 | 0 | 3 | 2 |
| USA    | 1 | 0 | 0 | 2 | 0 | 0 | 0 | 0 | 0 | 3 | 8 | 0 |

| Equipo | 1 | 2 | 3 | 4 | 5 | 6 | 7 | 8 | 9 | C | H  | E |
| ------ | - | - | - | - | - | - | - | - | - | - | -- | - |
| PAN    | 1 | 1 | 1 | 0 | 0 | 0 | 0 | 0 | 3 | 6 | 10 | 1 |
| JPN    | 0 | 1 | 1 | 0 | 0 | 0 | 0 | 0 | 0 | 2 | 7  | 0 |

| Equipo | 1 | 2 | 3 | 4 | 5 | 6 | 7 | 8 | 9 | C | H | E |
| ------ | - | - | - | - | - | - | - | - | - | - | - | - |
| TWN    | 0 | 0 | 0 | 0 | 0 | 0 | 0 | 0 | 0 | 0 | 2 | 1 |
| CAN    | 0 | 1 | 0 | 1 | 0 | 2 | 0 | 0 | x | 4 | 8 | 0 |

| Equipo | 1 | 2 | 3 | 4 | 5 | 6 | 7 | 8 | 9 | C | H | E |
| ------ | - | - | - | - | - | - | - | - | - | - | - | - |
| TWN    | 0 | 1 | 0 | 0 | 0 | 0 | 0 | 0 | 0 | 1 | 3 | 2 |
| JPN    | 0 | 0 | 2 | 1 | 0 | 0 | 0 | 0 | x | 3 | 5 | 1 |

| Equipo | 1 | 2 | 3 | 4 | 5 | 6 | 7 | 8 | 9 | C  | H  | E |
| ------ | - | - | - | - | - | - | - | - | - | -- | -- | - |
| GRE    | 0 | 0 | 1 | 0 | 0 | 0 | 0 | 0 | 0 | 1  | 4  | 4 |
| PUR    | 1 | 2 | 0 | 1 | 0 | 2 | 2 | 2 | x | 10 | 14 | 0 |

| Equipo | 1 | 2 | 3 | 4 | 5 | 6 | 7 | 8 | 9 | C  | H  | E |
| ------ | - | - | - | - | - | - | - | - | - | -- | -- | - |
| PAN    | 0 | 0 | 3 | 0 | 3 | 4 | 0 | 2 | 0 | 12 | 13 | 2 |
| CAN    | 0 | 0 | 2 | 1 | 0 | 0 | 0 | 0 | 0 | 3  | 11 | 2 |

| Equipo | 1 | 2 | 3 | 4 | 5 | 6 | 7 | 8 | 9 | C | H  | E |
| ------ | - | - | - | - | - | - | - | - | - | - | -- | - |
| NED    | 3 | 0 | 4 | 0 | 0 | 0 | 0 | 0 | 0 | 7 | 7  | 2 |
| USA    | 0 | 1 | 1 | 0 | 0 | 0 | 2 | 0 | 1 | 5 | 11 | 1 |

| Equipo | 1 | 2 | 3 | 4 | 5 | 6 | 7 | 8 | 9 | 10 | 11 | C | H | E |
| ------ | - | - | - | - | - | - | - | - | - | -- | -- | - | - | - |
| CAN    | 0 | 0 | 0 | 0 | 2 | 0 | 1 | 0 | 0 | 1  | 1  | 5 | 4 | 3 |
| NED    | 0 | 0 | 2 | 0 | 0 | 0 | 1 | 0 | 0 | 1  | 0  | 4 | 6 | 2 |

| Equipo | 1 | 2 | 3 | 4 | 5 | 6 | 7 | 8 | 9 | C | H  | E |
| ------ | - | - | - | - | - | - | - | - | - | - | -- | - |
| JPN    | 0 | 0 | 0 | 0 | 0 | 0 | 0 | 0 | 0 | 0 | 5  | 2 |
| PUR    | 3 | 0 | 1 | 1 | 1 | 0 | 0 | 0 | x | 6 | 11 | 1 |

| Equipo | 1 | 2 | 3 | 4 | 5 | 6 | 7 | 8 | 9 | C | H | E |
| ------ | - | - | - | - | - | - | - | - | - | - | - | - |
| CAN    | 0 | 3 | 0 | 0 | 0 | 0 | 0 | 0 | 3 | 6 | 9 | 2 |
| USA    | 0 | 0 | 0 | 0 | 0 | 0 | 1 | 0 | 0 | 1 | 4 | 1 |

| Equipo | 1 | 2 | 3 | 4 | 5 | 6 | 7 | 8 | 9 | C | H  | E |
| ------ | - | - | - | - | - | - | - | - | - | - | -- | - |
| JPN    | 1 | 0 | 0 | 1 | 0 | 2 | 0 | 2 | 3 | 9 | 12 | 1 |
| GRE    | 1 | 1 | 0 | 0 | 0 | 0 | 0 | 2 | 0 | 4 | 8  | 3 |

| Equipo | 1 | 2 | 3 | 4 | 5 | 6 | 7 | 8 | 9 | C | H  | E |
| ------ | - | - | - | - | - | - | - | - | - | - | -- | - |
| NED    | 0 | 1 | 4 | 0 | 0 | 1 | 0 | 0 | 1 | 7 | 8  | 0 |
| PAN    | 1 | 1 | 1 | 0 | 0 | 0 | 0 | 0 | 0 | 3 | 12 | 2 |

| Equipo | 1 | 2 | 3 | 4 | 5 | 6 | 7 | 8 | 9 | C | H | E |
| ------ | - | - | - | - | - | - | - | - | - | - | - | - |
| PUR    | 0 | 0 | 0 | 0 | 0 | 1 | 0 | 0 | 0 | 1 | 4 | 0 |
| TWN    | 0 | 2 | 0 | 0 | 1 | 0 | 0 | 0 | x | 3 | 7 | 1 |

| Equipo | 1 | 2 | 3 | 4 | 5 | 6 | C  | H  | E |
| ------ | - | - | - | - | - | - | -- | -- | - |
| TWN    | 4 | 4 | 4 | 1 | 1 | 1 | 15 | 11 | 1 |
| GRE    | 0 | 0 | 0 | 0 | 0 | 0 | 0  | 1  | 7 |

| Equipo | 1 | 2 | 3 | 4 | 5 | 6 | 7 | 8 | 9 | C | H  | E |
| ------ | - | - | - | - | - | - | - | - | - | - | -- | - |
| USA    | 0 | 0 | 2 | 2 | 0 | 1 | 0 | 0 | 0 | 5 | 10 | 0 |
| PAN    | 0 | 0 | 0 | 0 | 0 | 0 | 0 | 0 | 0 | 0 | 5  | 1 |

1. ↑  Este juego estaba programado para efectuarse el 2 de octubre, pero fue suspendido en el primer inning por lluvia. Se reprogramó para el 5 de octubre
2. 1 2  Este juego estaba programado para efectuarse el 8 de octubre, pero fue suspendido por lluvia. Se reprogramó para el 10 de octubre

### Grupo B

#### Estadísticas
| Equipos              | Ganados | Perdidos | Pct.  | GB | Carreras anotadas | Carreras permitidas |
| -------------------- | ------- | -------- | ----- | -- | ----------------- | ------------------- |
| Cuba                 | 7       | 0        | 1.000 | —  | 54                | 6                   |
| Venezuela            | 5       | 2        | .714  | 2  | 35                | 49                  |
| Corea del Sur        | 5       | 2        | .714  | 2  | 34                | 22                  |
| Australia            | 4       | 3        | .571  | 3  | 39                | 47                  |
| República Dominicana | 3       | 4        | .429  | 4  | 52                | 28                  |
| Italia               | 3       | 4        | .429  | 4  | 27                | 28                  |
| Nicaragua            | 1       | 6        | .143  | 6  | 18                | 47                  |
| Alemania             | 0       | 7        | .000  | 7  | 26                | 58                  |

#### Calendario y resultados
| Equipo    | 1 | 2 | 3 | 4 | 5 | 6 | 7 | C  | H  | E |
| --------- | - | - | - | - | - | - | - | -- | -- | - |
| Cuba      | 2 | 0 | 0 | 5 | 2 | 0 | 4 | 14 | 15 | 0 |
| Australia | 0 | 0 | 0 | 0 | 0 | 0 | 0 | 0  | 3  | 1 |

| Equipo    | 1 | 2 | 3 | 4 | 5 | 6 | 7 | 8 | 9 | C | H | E |
| --------- | - | - | - | - | - | - | - | - | - | - | - | - |
| Nicaragua | 4 | 0 | 0 | 0 | 0 | 1 | 0 | 0 | 0 | 5 | 7 | 0 |
| Alemania  | 0 | 1 | 0 | 3 | 0 | 0 | 0 | 0 | 0 | 4 | 7 | 5 |

| Equipo        | 1 | 2 | 3 | 4 | 5 | 6 | 7 | 8 | 9 | C | H  | E |
| ------------- | - | - | - | - | - | - | - | - | - | - | -- | - |
| Corea del Sur | 0 | 0 | 0 | 0 | 0 | 4 | 0 | 0 | 0 | 4 | 9  | 0 |
| Venezuela     | 1 | 0 | 0 | 1 | 1 | 0 | 0 | 2 | x | 5 | 10 | 0 |

| Equipo               | 1 | 2 | 3 | 4 | 5 | 6 | 7 | 8 | 9 | C | H | E |
| -------------------- | - | - | - | - | - | - | - | - | - | - | - | - |
| Italia               | 0 | 0 | 0 | 0 | 0 | 0 | 0 | 0 | 0 | 0 | 2 | 1 |
| República Dominicana | 0 | 1 | 0 | 0 | 1 | 0 | 5 | 0 | x | 7 | 8 | 2 |

| Equipo               | 1 | 2 | 3 | 4 | 5 | 6 | 7 | 8 | 9 | C | H | E |
| -------------------- | - | - | - | - | - | - | - | - | - | - | - | - |
| República Dominicana | 0 | 0 | 0 | 0 | 0 | 0 | 0 | 0 | 0 | 0 | 3 | 2 |
| Cuba                 | 0 | 0 | 0 | 0 | 0 | 3 | 0 | 0 | x | 3 | 4 | 0 |

| Equipo    | 1 | 2 | 3 | 4 | 5 | 6 | 7 | 8 | 9 | C | H | E |
| --------- | - | - | - | - | - | - | - | - | - | - | - | - |
| Australia | 0 | 0 | 0 | 0 | 0 | 0 | 0 | 0 | 0 | 0 | 5 | 2 |
| Italia    | 0 | 0 | 4 | 0 | 0 | 0 | 1 | 2 | x | 7 | 9 | 1 |

| Equipo        | 1 | 2 | 3 | 4 | 5 | 6 | 7 | 8 | 9 | 10 | C | H  | E |
| ------------- | - | - | - | - | - | - | - | - | - | -- | - | -- | - |
| Alemania      | 0 | 0 | 2 | 0 | 0 | 0 | 2 | 0 | 0 | 1  | 5 | 7  | 3 |
| Corea del Sur | 0 | 1 | 0 | 0 | 0 | 3 | 0 | 0 | 0 | 2  | 6 | 10 | 1 |

| Equipo    | 1 | 2 | 3 | 4 | 5 | 6 | 7 | 8 | 9 | C | H  | E |
| --------- | - | - | - | - | - | - | - | - | - | - | -- | - |
| Venezuela | 1 | 0 | 0 | 1 | 1 | 2 | 0 | 0 | 0 | 5 | 10 | 2 |
| Nicaragua | 0 | 0 | 1 | 0 | 1 | 0 | 0 | 0 | 0 | 2 | 10 | 1 |

| Equipo    | 1 | 2 | 3 | 4 | 5 | 6 | 7 | 8 | 9 | C | H  | E |
| --------- | - | - | - | - | - | - | - | - | - | - | -- | - |
| Nicaragua | 0 | 0 | 0 | 3 | 0 | 0 | 0 | 0 | 0 | 3 | 9  | 0 |
| Italia    | 2 | 1 | 2 | 0 | 0 | 1 | 0 | 0 | x | 6 | 11 | 1 |

| Equipo               | 1 | 2 | 3 | 4 | 5 | 6 | 7 | C  | H  | E |
| -------------------- | - | - | - | - | - | - | - | -- | -- | - |
| República Dominicana | 5 | 1 | 1 | 4 | 0 | 0 | 2 | 13 | 17 | 3 |
| Alemania             | 0 | 0 | 0 | 0 | 0 | 2 | 0 | 2  | 4  | 2 |

| Equipo        | 1 | 2 | 3 | 4 | 5 | 6 | 7 | 8 | 9 | C | H  | E |
| ------------- | - | - | - | - | - | - | - | - | - | - | -- | - |
| Australia     | 0 | 0 | 0 | 0 | 0 | 0 | 0 | 0 | 0 | 0 | 4  | 0 |
| Corea del Sur | 0 | 0 | 4 | 0 | 1 | 0 | 0 | 3 | x | 8 | 11 | 0 |

| Equipo    | 1 | 2 | 3 | 4 | 5 | 6 | 7 | C  | H  | E |
| --------- | - | - | - | - | - | - | - | -- | -- | - |
| Venezuela | 0 | 0 | 0 | 0 | 0 | 0 | 2 | 2  | 7  | 0 |
| Cuba      | 4 | 0 | 2 | 1 | 2 | 5 | x | 14 | 17 | 0 |

| Equipo    | 1 | 2 | 3 | 4 | 5 | 6 | 7 | 8 | 9 | C | H | E |
| --------- | - | - | - | - | - | - | - | - | - | - | - | - |
| Australia | 1 | 0 | 0 | 0 | 2 | 1 | 0 | 0 | 0 | 4 | 9 | 2 |
| Nicaragua | 1 | 1 | 0 | 0 | 1 | 0 | 0 | 0 | 0 | 3 | 9 | 0 |

| Equipo               | 1 | 2 | 3 | 4 | 5 | 6 | 7 | 8 | 9 | C | H  | E |
| -------------------- | - | - | - | - | - | - | - | - | - | - | -- | - |
| República Dominicana | 0 | 0 | 0 | 0 | 0 | 3 | 0 | 0 | 0 | 3 | 5  | 1 |
| Venezuela            | 0 | 1 | 3 | 2 | 0 | 0 | 0 | 0 | x | 6 | 12 | 0 |

| Equipo   | 1 | 2 | 3 | 4 | 5 | 6 | 7 | 8 | 9 | C | H | E |
| -------- | - | - | - | - | - | - | - | - | - | - | - | - |
| Alemania | 0 | 0 | 0 | 0 | 0 | 0 | 0 | 2 | 0 | 2 | 5 | 1 |
| Italia   | 4 | 0 | 0 | 0 | 2 | 1 | 0 | 0 | x | 7 | 9 | 0 |

| Equipo        | 1 | 2 | 3 | 4 | 5 | 6 | 7 | 8 | 9 | C | H | E |
| ------------- | - | - | - | - | - | - | - | - | - | - | - | - |
| Corea del Sur | 0 | 0 | 0 | 0 | 0 | 1 | 0 | 0 | 0 | 1 | 6 | 2 |
| Cuba          | 0 | 0 | 0 | 2 | 0 | 0 | 0 | 2 | x | 4 | 7 | 1 |

| Equipo    | 1 | 2 | 3 | 4 | 5 | 6 | 7 | 8 | 9 | C  | H  | E |
| --------- | - | - | - | - | - | - | - | - | - | -- | -- | - |
| Venezuela | 0 | 2 | 0 | 0 | 7 | 0 | 1 | 0 | 0 | 10 | 18 | 2 |
| Alemania  | 3 | 2 | 0 | 0 | 0 | 0 | 0 | 0 | 0 | 5  | 9  | 2 |

| Equipo               | 1 | 2 | 3 | 4 | 5 | 6 | 7 | 8 | 9 | 10 | C  | H  | E |
| -------------------- | - | - | - | - | - | - | - | - | - | -- | -- | -- | - |
| Australia            | 0 | 1 | 0 | 3 | 0 | 2 | 0 | 1 | 0 | 3  | 11 | 12 | 2 |
| República Dominicana | 0 | 0 | 0 | 0 | 1 | 0 | 0 | 3 | 4 | 1  | 9  | 10 | 4 |

| Equipo | 1 | 2 | 3 | 4 | 5 | 6 | 7 | 8 | 9 | C | H | E |
| ------ | - | - | - | - | - | - | - | - | - | - | - | - |
| Cuba   | 0 | 0 | 1 | 0 | 1 | 0 | 1 | 2 | 0 | 5 | 8 | 0 |
| Italia | 0 | 0 | 0 | 0 | 0 | 0 | 0 | 1 | 0 | 1 | 7 | 0 |

| Equipo        | 1 | 2 | 3 | 4 | 5 | 6 | 7 | 8 | 9 | C | H | E |
| ------------- | - | - | - | - | - | - | - | - | - | - | - | - |
| Nicaragua     | 1 | 0 | 0 | 0 | 1 | 0 | 0 | 0 | 2 | 4 | 4 | 1 |
| Corea del Sur | 1 | 0 | 0 | 2 | 0 | 0 | 0 | 3 | x | 6 | 8 | 3 |

| Equipo    | 1 | 2 | 3 | 4 | 5 | C  | H  | E |
| --------- | - | - | - | - | - | -- | -- | - |
| Venezuela | 0 | 0 | 0 | 0 | 0 | 0  | 7  | 1 |
| Australia | 2 | 4 | 0 | 4 | 5 | 15 | 13 | 0 |

| Equipo   | 1 | 2 | 3 | 4 | 5 | 6 | 7 | 8 | 9 | C | H  | E |
| -------- | - | - | - | - | - | - | - | - | - | - | -- | - |
| Alemania | 2 | 0 | 0 | 0 | 0 | 0 | 0 | 0 | 0 | 2 | 6  | 1 |
| Cuba     | 1 | 0 | 0 | 1 | 2 | 0 | 4 | 0 | x | 8 | 14 | 0 |

| Equipo        | 1 | 2 | 3 | 4 | 5 | 6 | 7 | 8 | 9 | C | H  | E |
| ------------- | - | - | - | - | - | - | - | - | - | - | -- | - |
| Italia        | 0 | 0 | 0 | 0 | 0 | 0 | 0 | 0 | 0 | 0 | 6  | 2 |
| Corea del Sur | 0 | 0 | 0 | 0 | 1 | 0 | 0 | 3 | x | 4 | 14 | 1 |

| Equipo               | 1 | 2 | 3 | 4 | 5 | 6 | C  | H  | E |
| -------------------- | - | - | - | - | - | - | -- | -- | - |
| Nicaragua            | 1 | 0 | 0 | 0 | 0 | 0 | 1  | 2  | 2 |
| República Dominicana | 2 | 2 | 3 | 6 | 0 | 3 | 16 | 18 | 1 |

| Equipo    | 1 | 2 | 3 | 4 | 5 | 6 | 7 | 8 | 9 | C | H  | E |
| --------- | - | - | - | - | - | - | - | - | - | - | -- | - |
| Alemania  | 2 | 0 | 1 | 0 | 0 | 1 | 2 | 0 | 0 | 6 | 11 | 0 |
| Australia | 5 | 3 | 1 | 0 | 0 | 0 | 0 | 0 | x | 9 | 12 | 1 |

| Equipo    | 1 | 2 | 3 | 4 | 5 | 6 | 7 | 8 | 9 | 10 | C | H  | E |
| --------- | - | - | - | - | - | - | - | - | - | -- | - | -- | - |
| Italia    | 0 | 1 | 0 | 0 | 0 | 2 | 1 | 0 | 0 | 2  | 6 | 9  | 1 |
| Venezuela | 1 | 0 | 0 | 1 | 0 | 0 | 1 | 0 | 1 | 3  | 7 | 12 | 1 |

| Equipo               | 1 | 2 | 3 | 4 | 5 | 6 | 7 | 8 | 9 | 10 | C | H | E |
| -------------------- | - | - | - | - | - | - | - | - | - | -- | - | - | - |
| Corea del Sur        | 0 | 0 | 0 | 0 | 0 | 0 | 0 | 0 | 4 | 1  | 5 | 7 | 3 |
| República Dominicana | 1 | 1 | 0 | 2 | 0 | 0 | 0 | 0 | 0 | 0  | 4 | 9 | 0 |

| Equipo    | 1 | 2 | 3 | 4 | 5 | 6 | 7 | 8 | 9 | C | H  | E |
| --------- | - | - | - | - | - | - | - | - | - | - | -- | - |
| Cuba      | 3 | 0 | 0 | 0 | 0 | 3 | 0 | 0 | 0 | 6 | 12 | 2 |
| Nicaragua | 0 | 0 | 0 | 0 | 0 | 0 | 0 | 0 | 0 | 0 | 5  | 2 |

1. 1 2  Partido programado para jugarse a las 02:00 p.m, retrasado por lluvia.
2. 1 2 3  Partido programado para jugarse a las 07:30 p.m, retrasado por lluvia.

## Segunda ronda
Para esta ronda clasifican los cuatro mejores equipos de cada grupo, enfrentándose en una competencia de todos contra todos. Para esta ronda sólo se toman en cuenta los puntajes de los enfrentamientos con los otros equipos clasificados.
| Leyenda             |
| ------------------- |
| Avanza a la final   |
| Disputa el 3° lugar |
| Disputa el 5° lugar |
| Disputa el 7° lugar |

### Estadísticas
| Equipos        | Ganados | Perdidos | Pct. | GB | Carreras anotadas | Carreras permitidas |
| -------------- | ------- | -------- | ---- | -- | ----------------- | ------------------- |
| Países Bajos   | 6       | 1        | .857 | —  | 41                | 18                  |
| Cuba           | 6       | 1        | .857 | —  | 56                | 18                  |
| Canadá         | 4       | 3        | .571 | 2  | 27                | 32                  |
| Estados Unidos | 4       | 3        | .571 | 2  | 30                | 27                  |
| Australia      | 3       | 4        | .429 | 3  | 29                | 30                  |
| Corea del Sur  | 2       | 5        | .286 | 4  | 20                | 25                  |
| Panamá         | 2       | 5        | .286 | 4  | 36                | 35                  |
| Venezuela      | 1       | 6        | .143 | 5  | 17                | 69                  |

### Resultados
| Equipo        | 1 | 2 | 3 | 4 | 5 | 6 | 7 | 8 | 9 | C | H | E |
| ------------- | - | - | - | - | - | - | - | - | - | - | - | - |
| Corea del Sur | 0 | 0 | 0 | 0 | 0 | 0 | 0 | 0 | 1 | 1 | 7 | 1 |
| Países Bajos  | 0 | 0 | 0 | 0 | 2 | 3 | 0 | 0 | x | 5 | 6 | 0 |

| Equipo    | 1 | 2 | 3 | 4 | 5 | 6 | 7 | 8 | 9 | C | H  | E |
| --------- | - | - | - | - | - | - | - | - | - | - | -- | - |
| Australia | 1 | 0 | 1 | 3 | 1 | 1 | 0 | 0 | 0 | 7 | 11 | 0 |
| Canadá    | 0 | 0 | 0 | 0 | 0 | 0 | 0 | 0 | 0 | 0 | 3  | 1 |

| Equipo         | 1 | 2 | 3 | 4 | 5 | 6 | 7 | 8 | 9 | C | H  | E |
| -------------- | - | - | - | - | - | - | - | - | - | - | -- | - |
| Estados Unidos | 0 | 1 | 3 | 0 | 2 | 0 | 0 | 1 | 0 | 7 | 11 | 0 |
| Cuba           | 3 | 0 | 4 | 0 | 0 | 0 | 1 | 0 | x | 8 | 17 | 3 |

| Equipo    | 1 | 2 | 3 | 4 | 5 | 6 | 7 | 8 | 9 | C  | H  | E |
| --------- | - | - | - | - | - | - | - | - | - | -- | -- | - |
| Panamá    | 0 | 0 | 3 | 0 | 7 | 1 | 0 | 0 | 0 | 11 | 15 | 2 |
| Venezuela | 0 | 1 | 0 | 0 | 0 | 1 | 0 | 2 | 0 | 4  | 8  | 1 |

| Equipo       | 1 | 2 | 3 | 4 | 5 | 6 | 7 | 8 | 9 | C | H | E |
| ------------ | - | - | - | - | - | - | - | - | - | - | - | - |
| Australia    | 0 | 1 | 0 | 0 | 0 | 0 | 0 | 0 | 0 | 1 | 9 | 1 |
| Países Bajos | 0 | 1 | 0 | 0 | 0 | 0 | 1 | 0 | x | 2 | 4 | 0 |

| Equipo    | 1 | 2 | 3 | 4 | 5 | 6 | 7 | C | H | E |
| --------- | - | - | - | - | - | - | - | - | - | - |
| Venezuela | 0 | 0 | 0 | 0 | 0 | 0 | 0 | 0 | 3 | 1 |
| Canadá    | 5 | 2 | 0 | 0 | 0 | 0 | x | 7 | 9 | 0 |

| Equipo         | 1 | 2 | 3 | 4 | 5 | 6 | 7 | C | H | E |
| -------------- | - | - | - | - | - | - | - | - | - | - |
| Australia      | 0 | 0 | 0 | 0 | 0 | 0 | 1 | 1 | 6 | 1 |
| Estados Unidos | 0 | 0 | 0 | 0 | 0 | 2 | x | 2 | 6 | 0 |

| Equipo        | 1 | 2 | 3 | 4 | 5 | 6 | 7 | C | H | E |
| ------------- | - | - | - | - | - | - | - | - | - | - |
| Corea del Sur | 0 | 0 | 0 | 0 | 0 | 0 | 0 | 0 | 5 | 2 |
| Canadá        | 0 | 0 | 0 | 0 | 4 | 0 | x | 4 | 7 | 0 |

| Equipo        | 1 | 2 | 3 | 4 | 5 | 6 | 7 | C | H  | E |
| ------------- | - | - | - | - | - | - | - | - | -- | - |
| Corea del Sur | 0 | 0 | 1 | 0 | 0 | 4 | 0 | 5 | 9  | 0 |
| Panamá        | 1 | 1 | 0 | 0 | 1 | 0 | 1 | 4 | 10 | 0 |

| Equipo       | 1 | 2 | 3 | 4 | 5 | 6 | 7 | C | H | E |
| ------------ | - | - | - | - | - | - | - | - | - | - |
| Países Bajos | 0 | 2 | 0 | 0 | 2 | 0 | 0 | 4 | 6 | 0 |
| Cuba         | 0 | 0 | 0 | 1 | 0 | 0 | 0 | 1 | 5 | 1 |

| Equipo         | 1 | 2 | 3 | 4 | 5 | 6 | 7 | C | H | E |
| -------------- | - | - | - | - | - | - | - | - | - | - |
| Estados Unidos | 1 | 1 | 0 | 0 | 0 | 0 | 1 | 3 | 7 | 0 |
| Corea del Sur  | 0 | 0 | 0 | 0 | 0 | 1 | 0 | 1 | 4 | 1 |

| Equipo    | 1 | 2 | 3 | 4 | 5 | 6 | 7 | 8 | C | H  | E |
| --------- | - | - | - | - | - | - | - | - | - | -- | - |
| Australia | 1 | 0 | 2 | 0 | 0 | 0 | 0 | 2 | 5 | 11 | 2 |
| Panamá    | 1 | 1 | 0 | 0 | 0 | 0 | 1 | 1 | 4 | 6  | 0 |

| Equipo         | 1 | 2 | 3 | 4 | 5 | 6 | 7 | C | H  | E |
| -------------- | - | - | - | - | - | - | - | - | -- | - |
| Estados Unidos | 0 | 0 | 0 | 1 | 0 | 0 | 6 | 7 | 10 | 1 |
| Venezuela      | 1 | 0 | 1 | 1 | 1 | 0 | 0 | 4 | 8  | 1 |

| Equipo | 1 | 2 | 3 | 4 | 5 | 6 | 7 | C | H  | E |
| ------ | - | - | - | - | - | - | - | - | -- | - |
| Cuba   | 3 | 0 | 2 | 1 | 1 | 0 | 1 | 8 | 15 | 0 |
| Canadá | 0 | 0 | 0 | 0 | 2 | 0 | 0 | 2 | 8  | 0 |

| Equipo       | 1 | 2 | 3 | 4 | 5 | 6 | 7 | C  | H  | E |
| ------------ | - | - | - | - | - | - | - | -- | -- | - |
| Países Bajos | 2 | 0 | 3 | 3 | 0 | 3 | 1 | 12 | 13 | 0 |
| Venezuela    | 0 | 0 | 0 | 0 | 0 | 2 | 0 | 2  | 7  | 5 |

| Equipo | 1 | 2 | 3 | 4 | 5 | 6 | 7 | C | H | E |
| ------ | - | - | - | - | - | - | - | - | - | - |
| Panamá | 2 | 0 | 0 | 0 | 0 | 0 | 0 | 2 | 8 | 1 |
| Cuba   | 0 | 0 | 5 | 2 | 0 | 0 | x | 7 | 9 | 1 |

1. ↑  Juego suspendido a la altura del 7º inning por lluvia. Se concluyó el 13 de octubre a las 15:30
2. 1 2 3 4 5 6 7  Partido a siete innings
3. ↑  Partido pautado para el 12 de octubre en Chitré, suspendido por lluvia. Reprogramado para el 13 de octubre en Aguadulce, a siete innings
4. 1 2  Partidos pautados para el 12 de octubre en Chitré y Santiago, suspendidos por lluvia. Reprogramados para el 14 de octubre en Aguadulce y Ciudad de Panamá, a siete innings

## Ronda final
Partido por el 7º puesto
| Equipo    | 1 | 2 | 3 | 4 | 5 | 6 | 7 | 8 | 9 | C | H  | E |
| --------- | - | - | - | - | - | - | - | - | - | - | -- | - |
| Venezuela | 1 | 1 | 1 | 4 | 1 | 0 | 0 | 0 | 0 | 8 | 15 | 0 |
| Panamá    | 0 | 1 | 0 | 0 | 2 | 0 | 0 | 0 | 0 | 3 | 7  | 2 |

LG: Juan Colmenares  LP: Gustavo Gómez  
HRs:  PAN – Carlos Quiroz (1)
Partido por el 5º puesto
| Equipo        | 1 | 2 | 3 | 4 | 5 | 6 | 7 | 8 | 9 | C | H | E |
| ------------- | - | - | - | - | - | - | - | - | - | - | - | - |
| Corea del Sur | 0 | 0 | 1 | 0 | 1 | 0 | 0 | 0 | 0 | 2 | 8 | 0 |
| Australia     | 1 | 0 | 1 | 1 | 0 | 0 | 0 | 0 | x | 3 | 7 | 0 |

LG: Kable Hogben  LP: Ji Woong Yoon  SV: Steven Kent  
HRs:  AUS – Mitchell Denning (2)
Partido por el 3º puesto
| Equipo         | C | H | E |
| -------------- | - | - | - |
| Estados Unidos | X | X | X |
| Canadá         | X | X | X |

Final
| Equipo       | 1 | 2 | 3 | 4 | 5 | 6 | 7 | 8 | 9 | C | H | E |
| ------------ | - | - | - | - | - | - | - | - | - | - | - | - |
| Cuba         | 0 | 0 | 0 | 1 | 0 | 0 | 0 | 0 | 0 | 1 | 5 | 0 |
| Países Bajos | 0 | 0 | 0 | 2 | 0 | 0 | 0 | 0 | x | 2 | 6 | 1 |

LG: Robbie Cordemans (1-0)  LP: Yulieki González (1-1)  SV: David Bergman (2)  

| Países Bajos         |
| Campeón Países Bajos |
| Primer título        |

## Posiciones finales
| 1                                                   | Países Bajos         | 11      | 1        |     |                          |
| Perdió en la final                                  |                      |         |          |     |                          |
| 2                                                   | Cuba                 | 10      | 2        |     |                          |
| No clasificaron a la final                          |                      |         |          |     |                          |
| t3                                                  | Canadá               | 8       | 3        |     |                          |
| t3                                                  | Estados Unidos       | 7       | 4        |     |                          |
| No clasificaron al partido por la medalla de bronce |                      |         |          |     |                          |
| 5                                                   | Australia            | 7       | 5        |     |                          |
| 6                                                   | Corea del Sur        | 6       | 6        |     |                          |
| No clasificaron al partido por el 5º lugar          |                      |         |          |     |                          |
| 7                                                   | Venezuela            | 6       | 6        |     |                          |
| 8                                                   | Panamá               | 6       | 6        |     |                          |
| No clasificaron a la segunda ronda                  |                      |         |          |     |                          |
| Posición                                            | Equipo               | Ganados | Perdidos | HTH | TQB                      |
| 9                                                   | República Dominicana | 3       | 4        | 1-0 | (52/59)−(28/58) = .398   |
| 10                                                  | Puerto Rico          | 3       | 4        | 0-0 | (28/62)−(26/61) = .26    |
| 11                                                  | Italia               | 3       | 4        | 0-1 | (27/61)−(28/62) = −.9    |
| 12                                                  | Japón                | 2       | 5        | 1-0 |                          |
| 13                                                  | China Taipéi         | 2       | 5        | 0-1 |                          |
| 14                                                  | Nicaragua            | 1       | 6        |     |                          |
| 15                                                  | Alemania             | 0       | 7        | 0-0 | (26/62)−(58/59) = −.564  |
| 16                                                  | Grecia               | 0       | 7        | 0-0 | (10/55)−(76/53) = −1.258 |

## Reconocimientos y premios[2]
| Posición           | Jugador              |
| ------------------ | -------------------- |
| Pitcher abridor    | Oh Hyoun-Taek        |
| Relevista          | Yadier Pedroso       |
| Cácher             | Dámaso Espino        |
| Primera base       | José Abreu           |
| Segunda Base       | Joe Thurston         |
| Tercera Base       | Mo Chang-Min         |
| Short Stop         | Jonathan Malo        |
| Jardineros         | Rusney Castillo      |
| Jardineros         | Tom Brice            |
| Jardineros         | Conception Rodríguez |
| Bateador designado | Fernando Seguinol    |

| Premio                                | Jugador           |
| ------------------------------------- | ----------------- |
| MVP                                   | Curt Smith        |
| Campeón bate                          | Rusney Castillo   |
| Mejor ERA (Pitcher)                   | Tom Stuifbergen   |
| Mejor Promedio de victorias (Pitcher) | Miguel Lahera     |
| Carreras impulsadas                   | Curt Smith        |
| Líder en jonrones                     | Wuillians Vásquez |
| Bases robadas                         | Jordan Danks      |
| Carreras anotadas                     | José Macías       |
| Mejor jugador a la defensiva          | Yuliesky Gourriel |